# Rejon trembowelski
Rejon trembowelski – były rejon obwodu tarnopolskiego Ukrainy.
Został utworzony w 1940, jego powierzchnia wynosiła 1130 km², a ludność rejonu liczyła 70 900 osób.
Na terenie rejonu znajdowała się jedna miejska rada, dwie osiedlowe rady i 41 silskich rad, obejmujących w sumie 75 miejscowości. Siedzibą władz rejonowych była Trembowla. Rejon został zlikwidowany 17 lipca 2020.

## Miejscowości rejonu
- Bernadówka (Бернадівка)
- Bieniawa (Бенева)
- Bohatkowce (Багатківці)
- Boryczówka (Боричівка)
- Burkanów (Бурканів)
- Brykula Nowa (Нова Брикуля)
- Brykula Stara (Стара Брикуля)
- Budzanów (Буданів)
- Chmielówka (Хмелівка)
- Darachów (Дарахів)
- Dereniówka (Деренівка)
- Dołhe (Довге)
- Dołyna (Долина)
- Drużba (Дружба)
- Dworiczczja[1] (Дворіччя)
- Gniłowody (Гниловоди)
- Hajworonka (Гайворонка)
- Hanczarka (Гончарки)
- Hleszczawa (Глещава)
- Howiłów Mały (Малий Говилів)
- Howiłów Wielki (Великий Говилів)
- Humniska (Гумниська)
- Iławcze (Ілавче)
- Iwanówka (Іванівка)
- Kamjanka[2] (Кам'янка)
- Kobyłowłoki (Кобиловолоки)
- Konopkówka (Конопківка)
- Kotuzów (Котузів)
- Krowinka (Кровинка)
- Krzywki (Кривки)
- Laskowce (Ласківці)
- Ładyczyn (Ладичин)
- Łoszniów (Лошнів)
- Łozówka (Лозівка)
- Małowody (Маловоди)
- Małów (Малів)
- Mikulińce (Микулинці)
- Młyniska (Млиниська)
- Mogielnica (Стара Могильниця)
- Mogielnica Nowa (Нова Могильниця)
- Mszaniec (Мшанець)
- Nadriczne[3] (Надрічне)
- Nad Ruda (Підруда)
- Nałuże (Налужжя)
- Ostalce (Остальці)
- Ostrowczyk (Острівець)
- Pantalicha (Панталиха)
- Papiernia (Папірня)
- Plebanówka (Плебанівка)
- Podhajczyki (Підгайчики)
- Podgórzany (Підгора)
- Rakowiec (Раковець)
- Romanówka (Романівка)
- Ruzdwiany (Різдвяни)
- Sapowa (Сапова)
- Semenów (Семенів)
- Siemikowce (Семиківці)
- Słobódka (Слобідка)
- Sokolniki (Сокільники)
- Sokołów (Соколів)
- Sorocko (Сороцьке)
- Sosnów (Соснів)
- Strusów (Струсів)
- Suszczyn (Сущин)
- Tiutków (Тютьків)
- Warwaryńce (Варваринці)
- Wierzbowiec (Вербівці)
- Wiszenki[4] (Вишеньки)
- Wiśniowczyk (Вишнівчик)
- Wola[5] (Воля)
- Załawie (Залав'є)
- Zarwanica (Зарваниця)
- Zaścinocze[6] (Застіноче)
- Zazdrość (Заздрість)
- Zieleńcze (Зеленче)
- Złotniki (Золотники)
- Zubów (Зубів)